# Léa Belgická
Princezna Léa Belgická (rozená Léa Inga Dora Wolmanová; * 2. prosince 1951, Brusel) je vdova po  princi Alexandru Belgickém. Je nepokrevní tetou krále Filipa Belgického.

## Mládí a rodina
Princezna Léa se narodila 2. prosince 1951 jako dcera Sigismunda Wolmana (* 12. července 1906, Varšava), obchodníka v Bruselu a Lisy Bornsteinové (* Německo).

## Sňatky a potomci
Dne 27. května 1975 se v Bruselu provdala za ruského aristokrata Sergeje Victoroviče Spetschinskyho (syn Victora Sergejeviče Spetschinskyho, prezidenta Ruského šlechtického spolku v Belgii a Eleny Dmitrievny Guebel), s nímž se 28. března 1980 rozvedla. Měli dceru Laetitii Spetschinskou (* 1976), která je nyní vdaná za JE Didiera Naganta de Deuxchaisnes, velvyslance Belgie v Etiopii, a matka tří dětí. 
Dne 23. července 1983 se Léa provdala za Paula Roberta Bicharu v Uccle a měla s ním syna, Renauda Bichara (* 1. září 1983).
Po svém druhém rozvodu 25. srpna 1987 se 14. března 1991 provdala za prince Alexandra v Debenhamu v Suffolku. Představil je v roce 1986 bývalý ministr obrany Léon Mundeleer. Alexander ji požádal, aby ho doprovodila do kina. Zpočátku váhala, ale začali si užívat společného stolování, Alexander byl podle své budoucí manželky labužníkem.
Pár spolu neměl žádné děti a manželství bylo utajeno až do roku 1998, protože se princ údajně obával, že jeho matka nebude souhlasit.

## Publikované práce
V roce 2008 vydala knihu fotografií ze života jejího manžela a jeho rodiny s názvem Le Prince Alexandre de Belgique, protože měla pocit, že je v Belgii příliš málo známý.